# シカゴ・サウスショア・アンド・サウス・ベンド鉄道
シカゴ・サウスショア・アンド・サウス・ベンド鉄道 （サウスショアー線として知られている）は、イリノイ州シカゴ、インディアナ州サウスベンド間の貨物輸送を担う三級鉄道である。本鉄道は、一級鉄道とイリノイ州北東部・インディアナ州北西部にある地元の工場を接続する役割を担っている。
かつては旅客列車と貨物列車の両方を運行していたが、1989年の倒産ののち旅客営業（インターアーバン電車による運行）を譲渡し、専ら貨物営業のみを行っている。

## 歴史
サウスショアー線も参照

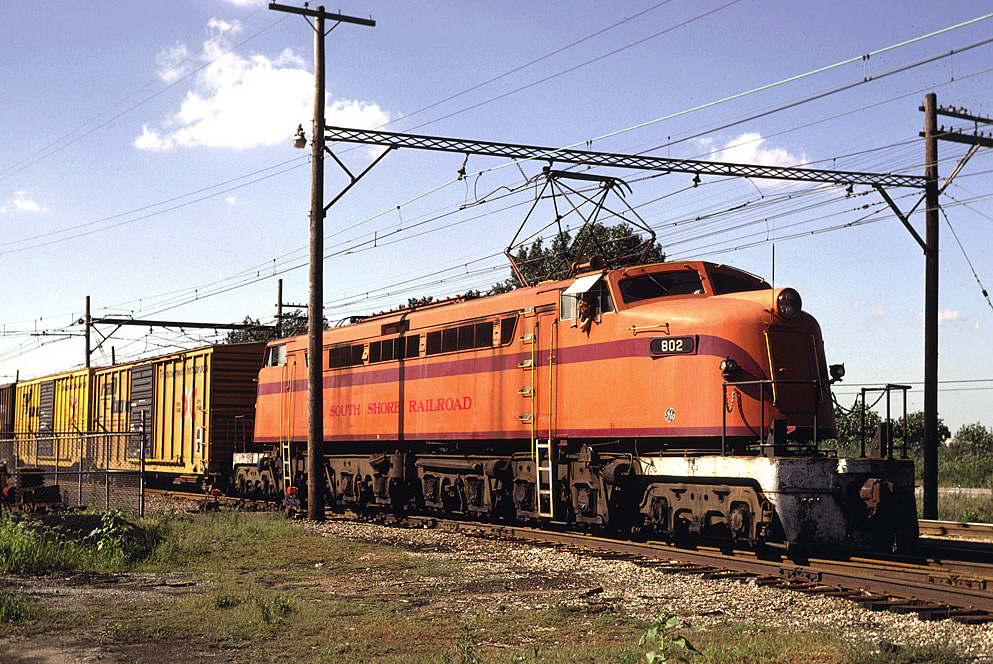
かつては電気機関車での貨物営業が行われていた

サウスショアー線は、1903年に敷設された。貨物と旅客輸送の両方をシカゴ・サウスショア・アンド・サウス・ベンド鉄道（CSS＆SB）が運用していたが、1989年の倒産後旅客輸送は北インディアナ通勤交通地区（NICTD）に引き継がれた。貨物列車運行と旅客以外の路線は、1990年、アナコスティア・アンド・パシフィック社所有の新しいシカゴ・サウスショア・アンド・サウスベンド鉄道に引き継がれた 。
貨物輸送専業となってからは、シカゴ・サウスショア・アンド・サウス・ベンド鉄道は全線ディーゼル機関車で運行されている。シカゴ港、プロヴィソ・ヤード、ジョリエットを経由して、シカゴ地域の他の多くの鉄道に直通運転している。
シカゴサウスショア・アンド・サウス・ベンド鉄道の主な事業は、石炭、鉄鋼の輸送である。石炭はミシガンシティと北インディアナ公共サービス会社（Northern Indiana Public Service Company）が所有するバーンズハーバー発電所に搬入されている。また、沿線に多くの顧客を有している。